# Dewin (Bulgarien)

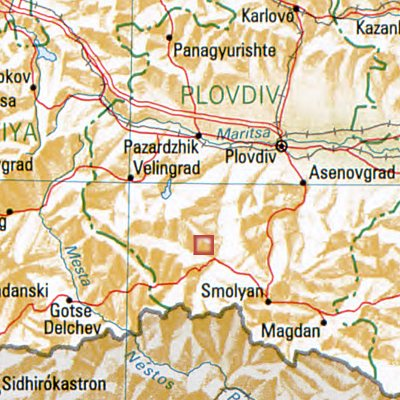
Dewin – Bulgarien – Nachbarorte: Smoljan, Madan, Goze Deltschew, Smoljan, Welingrad, Pasardschik, Plowdiw, Assenowgrad

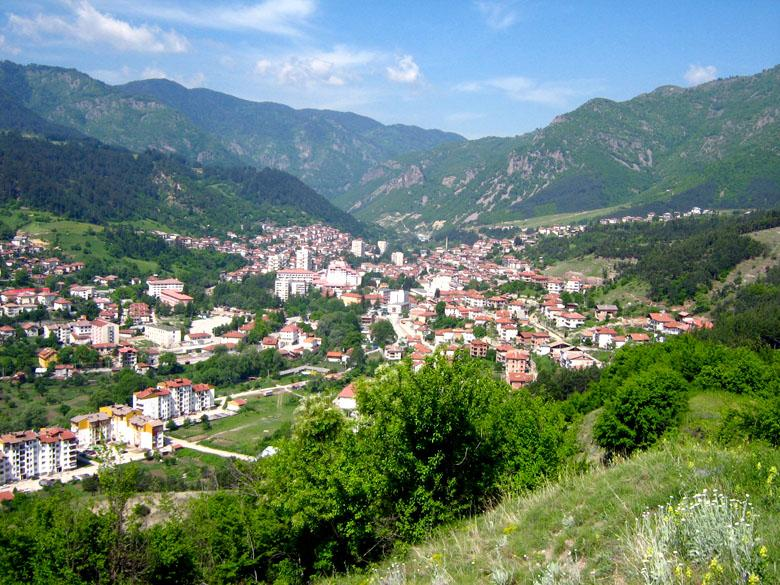
Dewin

Dewin [ˈdɛvin] (bulg. Девин) ist eine Stadt in Südbulgarien, in der Oblast Smoljan. Bis 1934 hieß die Stadt Djowlen (bulg. Дьовлен).

## Gemeinde Dewin
Dewin ist das administrative Zentrum der gleichnamigen Gemeinde Dewin.

## Geographie
Dewin liegt im Zentrum der Rhodopen, in einem Tal am Fluss Watscha (bulg. Въча), in einem Talkessel – wie ein Amphitheater.
Die Stadt liegt unweit des Wintersportortes Pamporowo und der Stadt Tschepelare. Nach Smoljan und Slatograd ist Dewin die drittgrößte Stadt in der Oblast Smoljan.
Dewin liegt 196 km südöstlich der Hauptstadt Sofia, 70 km südlich von der zweitgrößten bulgarischen Stadt Plowdiw, 45 km nordwestlich von Smoljan und 35 km von Pamporowo.
Es gibt sehr viele Karstquellen, Bäche und Flüsse (Wtscha, Dewinska, Muglenska und Trigradska) und Stauseen in der Region, sowie kalte und warme Mineralquellen (16–76 °C). Die mittlere Jahrestemperatur beträgt 4–10 °C.

## Geschichte
Die alten Namen von Dewin waren Diowling (bulg. Диовлинг) und bis 1934 Djowlen (Дьовлен). In der Region gibt es archäologische Funde aus der Altsteinzeit – vor 30.000 bis 25.000 Jahren: verkohltes Getreide, Amulette, Kultgegenstände, Faustkeile, Knochen u. a.
Während der Jungsteinzeit, Kupfersteinzeit und der Bronzezeit (5. – 2. Jahrtausend v. Chr.) haben die Bewohner der Region in offenen Siedlungen und Höhlen gelebt. Überreste größerer Gruppen aus verschiedenen Kulturen wurden in den Höhlen an der Flüssen Jagodinska reka und Trigradska reka gefunden.
In der großen Höhle beim Dorf Jagodina wurden Siedlungsspuren von Bewohnern entdeckt, die vom Ende der Neusteinzeit reichen und sich durch alle folgenden Epochen bis zum Mittelalter durchziehen. die oberste Ebene der Höhle liegt auf 1145 m über NN. Der große Eingangsbereich der Höhle und einige Galerien (ein langgestreckter Raum in einer Höhle) dienten als Behausung.
Besonders großes Interesse erweckten bikonische Keramikgefäße, die auf einer Töpferscheibe gefertigt wurden: Lagergefäße, Schalen, Kelche (Pokale ??), vasenähnliche Gefäße und Trinkbecher. Die Ornamente sind aus verschiedenfarbigem Ocker und Graphit gefertigt. Die Hauptmotive sind Spiralen-Meander (??), breite Bänder, Kombinationen von dünnen und breiten Bändern sowie Dreiecke.
Vom Ende der Bronzezeit (14. Jahrhundert v. Chr.) bis zur Spätantike (4. Jahrhundert n. Chr.) lebten in der Region thrakische Stämme. Die am meisten verbreiteten archäologischen Denkmäler der thrakischen Kultur aus dieser Zeit sind zahlreiche thrakische Grabhügel, Siedlungen und Festungen (Borino, Jagodina, Trigrad, Warbowo, Stojkite, Dewin u. a.). Es wurde eine beträchtliche Anzahl an thrakischen Heiligtümern entdeckt, die teilweise aus dem 13. Jahrhundert v. Chr. stammen und auf nackten Felsanhöhen eingerichtet wurden. Heiligtümer aus der hellenistischen Epoche gab es in Widiniza und in der Gegend Stanilowa.
In Trigrad wurde eine Bronzestatue des Gottes Dionysos gefunden, in der Gegend Sabral die Statue des Gottes Hermes. Die alten thrakischen Wege wurden später auch von den Römern benutzt. Wertvolle Münzfunde und andere Funde beweisen den Handels- und Kulturaustausch mit dem antiken Griechenland und der Küstenregion der Adria.
In der Folgezeit verschmolzen die Thraker, Slawen und Urbulgaren zu einem einheitlichen Volk. Die entdeckten christlichen Gräber, die im Zentrum der heutigen Stadt entdeckt wurden, sprechen für den gemeinsamen Ursprung dieses Volkes.
Die Eroberung der Rhodopenregion durch das Osmanische Reich begann 1371. Unter Sultan Mehmed IV. wurden die Bulgaren der Region zwangsislamisiert. Der Sultan trug wegen seiner Jagdleidenschaft den Beinamen „Der Jäger“. 1671 zog er mit einer 3.000 Mann starken Jagdtruppe und 20.000 bis 30.000 Treibern durch die Region.
Das älteste Dokument, in dem die Stadt erwähnt wird, ist eine türkische Liste der Viehhalter aus dem Jahre 1575.
Der Russisch-Türkische Krieg (1877–1878) beendete die 500-jährige osmanische Herrschaft über die Region. die russischen Truppen kamen über den Roschen-Pass. Die Region wurde aber bald wieder aus Bulgarien ausgegliedert. Im Zeitraum 1878–1912 beherrschte Mord und Totschlag die Region sowie Raubüberfälle und hohe Steuerlasten. Im Zuge der Balkankriege wurde die Region 1912 Bulgarien angegliedert. In der Region kämpfte das 21. Srednogorski-Regiment unter Oberst Wladimir Serafimow (7. Nov. 1912).
1913 wurde in der Stadt eine bulgarische Schule eröffnet, 1923 die Tschitalischte „Rodopska prosweta“ (deutsch: Rhodopen-Aufklärung).
Die Stadt ist Namensgeber für den Devin Saddle, eine Bergsattel auf der Livingston-Insel in der Antarktis.